# Amalio Rodríguez
Amalio Rodríguez Chuliá (Catarroja, 1971) es un guionista, creativo, creador de formatos de televisión y profesor de guion español.

## Biografía
Ha trabajado en distintos espacios a nivel nacional y autonómico entre los que cabe destacar "Pecado Original","Aquí hay tomate", "El programa de Ana Rosa" "A 3 Bandas" entre otros. Aunque el trabajo que le ha dado a conocer al público ha sido el guion, dirección y locución de "Ninja Warrior" el mítico programa japonés. También ha sido guionista de "Mira quién va a Eurovisión", Destino Eurovisión,Cabalgata RRMM 2016 todos ellos para TVE. En el mundo de la publicidad ha trabajado y trabaja para marcas como Repsol, IKEA, P&G, Cepsa, Eroski, Phillips Morris, Movistar, Moulinex, Bankia, Bluesens... Además es autor teatral, con dos obras escritas por encargo para distintas empresas de espectáculos teatrales. Ha publicado un libro sobre marketing político "El candidato. Manual de relaciones con los medios" y "Manolo, la neurona suicida" un relato irreverente de humor.

## Redes Sociales
En la red social Twitter, Amalio Rodríguez ha aparecido en las dos recopilaciones de El País donde se seleccionaron los 100 mejores tuits de la historia de Twitter en español y los 49 mejores tuits dialogados. En Facebook también es muy activo.

## Teatro
2012 - Vaya movida. Autor.

2013 - Un lío con Dios. Autor.

2014 - Dos patitos. Autor.

## Libros
2008 - El candidato. Manual de relaciones con los medios Archivado el 4 de octubre de 2015 en Wayback Machine.. Autor.

2014 - Manolo, la neurona suicida. Autor.

2015 - Seré corto, digo breve. Autor.

## Televisión
| Año         | Programa                      | Cadena                 | Notas                      |
| ----------- | ----------------------------- | ---------------------- | -------------------------- |
| 2002-2004   | Aquí hay tomate               | Telecinco              | Reportero/Guionista        |
| 2005-2006   | U.V.E.                        | CUATRO                 | Guionista/Director         |
| 2006-2007   | A 3 bandas                    | Antena 3               | Subdirector/Guionista      |
| 2007-2008   | El Sacapuntas                 | Antena 3               | Creador/Guionista          |
| 2008-2010   | Ninja Warrior                 | Disney/FORTA           | Director/Guionista/Locutor |
| 2010        | Desafío Ben Ten               | Boing                  | Creador/Director           |
| 2011-2012   | Hablando de crímenes          | Crímenes&Investigación | Creador/Director           |
| 2012-2014   | Especiales fin de año y galas | Antena 3               | Guionista                  |
| 2014-2014   | Pecadores Impequeibols        | TVE                    | Guionista                  |
| 2014 - 2015 | Prometidos                    | Canal Sur              | Creador/Guionista          |

- Datos: Q5671643